# 醉拳 (電影)
《醉拳》是1978年上映的一部香港功夫喜劇電影，由袁和平執導，成龍、袁小田及黃正利等主演。本片當年在香港票房收入近700萬港元。本片在韩国上映后打破了韩国影史票房纪录。在2005年，獲香港電影金像獎協會票選為「最佳華語片一百部」之一。

## 故事簡介
寶芝林武館的館主黃麒英武功高強、為人正派，但他的兒子黃飛鴻不知長進，雖然略懂功夫且好打抱不平，卻不時惹事生非。一日，他在街上調戲一名女子，之後被她的母親教訓了一頓，他為了出氣而修理了一個欺壓百姓的公子哥。後來黃飛鴻知道他調戲的女子是自己的表妹，讓他感到十分羞愧，而那公子哥的父親又雇人來給黃飛鴻報仇，讓黃麒英感到相當丟臉，決定找自己的師兄蘇乞兒鍛鍊黃飛鴻。
黃飛鴻聽了蘇乞兒的惡名後嚇得連夜逃跑，身無分文的他到酒館吃霸王餐，後來被餐館的人毒打一番，一名喝醉的老翁中途加入戰局，協助黃飛鴻逃跑，這老翁便是蘇乞兒。
蘇乞兒的訓練讓黃飛鴻吃不消，黃飛鴻逃跑後遇見惡名昭彰的殺手閻鐵心，不但被他徹底擊敗，更受到跨下之辱，於是黃飛鴻又回去找蘇乞兒，決定虔心學習武術。蘇乞兒傳他醉八仙拳，黃飛鴻練會了其中七種，但他認為何仙姑的套路太過女性化，所以不屑學習。
閻鐵心受到黃麒英的對手雇傭，要殺死黃麒英。幸虧黃飛鴻和蘇乞兒及時趕到，才讓黃麒英只是受到重傷。黃飛鴻幾杯黃湯下肚，幾套醉八仙拳打得閻鐵心一度無法招架，但黃飛鴻沒有學會何仙姑，不敵閻鐵心的鬼魅無影手，黃飛鴻在蘇乞兒的提點下，揉合了其他七仙的套路，開創了自己獨特的何仙姑套路，得以力抗鬼魅無影手，最終擊敗閻鐵心。

## 演員表
| 演員   | 角色       | 備註 |
| 成龍   | 黃飛鴻     | 寶芝林武館的弟子，黃麒英之子，因時常捉弄武館師傅以及女孩被戲稱為反斗鴻（台譯為頑皮豹）但人為正義，喜愛打抱不平，會多種武功但都不精，之後被黃麒英請來的蘇化子磨練武功，並與蘇化子展開了一場師徒之旅，最後習得了醉八仙並自創了何仙姑的招式擊敗閻鐵心。 |
| 林蛟   | 黃麒英     | 寶芝林武館的館主，為人正派，武功高強，十八般武藝精通，但弱於閻鐵心。對於兒子黃飛鴻的調皮感到無可奈何，之後請來蘇化子調教自兒，在與閻鐵心的對戰中，險些喪命。                                                                                         |
| 袁小田 | 蘇化子     | 黃麒英請來調教黃飛鴻的師傅，武功高強眼力甚好，但沒有喝酒的時候會使不上力；與黃飛鴻相處後，傳授黃飛鴻醉八仙並在黃飛鴻與閻鐵心決鬥時帶給黃飛鴻三鞭酒強化他的醉拳能力。                                                                                 |
| 黃正利 | 閻鐵心     | 江湖人稱「閻王伸腳，一招連環穿心腿，橫掃大江南北」的武功高手，受於多人銀票委託而成為殺手，手的招式為「鬼魅無影手」、腳的招式為「連環穿心腿」，武功高強，勝於「四門重手」陳國威以及黃麒英，在李萬豪的委託下要取黃麒英性命，最後被黃飛鴻擊殺。         |
| 馮敬文 | 李萬豪     | 惡霸一名，時常找黃麒英麻煩，在與自兒被黃飛鴻擊傷和牛頭山煤礦事件之後大怒，委託閻鐵心奪取黃麒英性命。 |
| 徐蝦   | 徐擎天     | 棍王，使用棍棒為武器的武功高手。曾因鐵頭老鼠被打傷一事找蘇化子和黃飛鴻麻煩，最後被黃飛鴻的「醉八仙」打傷。 |
| 袁信義 | 陳國威     | 江湖人稱「四門重手」的武功高手，在影片開頭與受人委託取自身性命的閻鐵心交手，之後被閻鐵心的「連環穿心腿」擊殺。 |
| 陳天龍 | 李萬豪之子 | 惡霸一名，為人惡毒，有習武，在城街欺負窮人時被黃飛鴻教訓一頓到全身是傷。 |

## 职员
- 副导演：肖龙、罗文、何天诚
- 武术指导：袁和平、徐蝦
- 助理指导：袁振威、袁顺义
- 灯光：林术
- 剧场：邓麟
- 场记：丁卓伦
- 道具：杨世正
- 场务：邓伦、谭细
- 剧照：黄铁鸿
- 化妆：卢瑞莲、鲍国兰、高少萍
- 美术：丁远大
- 录音：纪宏达、宇宙录音室

## 衍生文化
袁小田飾演的蘇乞兒為格鬥天王系列中鎮元齋的人物設定原型。

## 獎項
| 頒獎典禮     | 獎項       | 名單   | 結果 |
| ------------ | ---------- | ------ | ---- |
| 第16屆金馬獎 | 最佳劇情片 | 醉拳   | 提名 |
| 第16屆金馬獎 | 最佳男配角 | 袁小田 | 提名 |

## 外部連結
- 開眼電影網上《醉拳》的資料（繁體中文）
- 豆瓣电影上《醉拳》的資料 （简体中文）
- 时光网上《醉拳》的資料（简体中文）
- AllMovie上《醉拳》的资料（英文）
- 爛番茄上《醉拳》的資料（英文）
- 香港影庫上《醉拳》的資料（繁體中文）
- 互联网电影数据库（IMDb）上《醉拳》的资料（英文）